# Barbut verd muntanyenc
El barbut verd muntanyenc (Psilopogon monticola) és una espècie d'ocell de la família dels megalèmids (Megalaimidae) que habita boscos de les muntanyes del nord de Borneo.